# کین اشکرافت
کین اشکرافت (انگلیسی: Kane Ashcroft; ۱۹ مارس ۱۹۸۶ – ۸ اکتبر ۲۰۱۵) بازیکن فوتبال اهل بریتانیا بود.
از باشگاه‌هایی که در آن بازی کرده‌است می‌توان به باشگاه فوتبال یورک سیتی اشاره کرد.